# Саруева, Мария Фёдоровна
Мария Фёдоровна Саруева (28 декабря 1914 года, село Онгудай — 1978 год, село Улита) — советский партийный и государственный деятель. Депутат Верховного Совета СССР 4-го созыва (1954—1958).

## Биография
Родилась в 1914 году в бедной многодетной крестьянской семье в селе Онгудай. После окончания семилетки обучалась в Ойрот-Туринском зоотехническом техникуме, который окончила в 1933 году.
С 1933 года — преподаватель в областной школе. В октябре 1938 года вместе с мужем переехала в Новосибирск, где трудилась зоотехником-паспортистом в конеуправлении Новосибирского облземотдела. Одновременно без отрыва от производства обучалась на вечернем отделении Новосибирского педагогического института. В мае 1940 года возвратилась в Горный Алтай.
С апреля 1944 года — учитель, завуч Улитинской начальной школы, инспектор, заведующая отделом образования Онгудайского аймака. В августе 1943 года вступила в ВКП(б). С декабря 1943 года — член Онгудайского райкома партии и с января 1944 года — член Ойротского обкома партии.
С апреля 1944 года — на партийной работе: лектор, заместитель заведующего отделом пропаганды и агитации Горно-Алтайского областного комитета партии. С декабря 1947 года — член бюро обкома, секретарь по пропаганде. Занималась переводом на алтайский язык политической литературы, публиковала статьи по социалистическому развитию Горного Алтая. С сентября 1949 года обучалась в Высшей школе при ЦК ВКП(б). С сентября 1952 года — член бюро, секретарь по пропаганде Горно-Алтайского обкома партии.
Дважды избиралась депутатом областного Совета народных депутатов (1947, 1953). Участвовала во Всесоюзной выставке ВДНХ.
5 марта 1954 года была выдвинута и 14 марта 1954 года избрана в депутаты Верховного Совета СССР по Онгудайскому избирательному округу.
В октябре 1959 года вышла на пенсию по инвалидности. Скончалась в 1978 году.
Награды
- Орден «Знак Почёта» — дважды
- Медаль «За освоение целинных земель»
- Медаль «За доблестный труд в Великой Отечественной войне 1941—1945 гг.»